# Pandulf IV
Pandulf IV van Benevento (ca. 1025 - 7 februari 1074) was co-prins van 1056 tot 1074 van het prinsdom Benevento in Zuid-Italië.

## Context
Na de excommunicatie en verbanning van zijn grootvader Pandulf III en zijn vader Landulf VI in 1050 en de Slag bij Civitate in 1053 werden de prinsen na de dood van paus Leo IX in 1054, weer toegelaten in het prinsdom. Vanaf 1056 wordt Pandulf IV vernoemd als mederegent.
Waarschijnlijk deed de oudere Pandulf in 1059 afstand van de troon, trok zich terug in het klooster Santa Sofia in Benevento, waar hij een jaar later stierf. Landulf en de jongere Pandulf waren nu de enige prinsen. Pandulf was waarschijnlijk aanwezig op 1 oktober 1071 bij de inwijding van de abdij van Monte Cassino. Hij komt niet voor in het handvest van 12 augustus 1073 waarin zijn vader trouw zwoer aan paus Gregorius VII. Vanaf dat moment komt Landulf niet meer voor in de kronieken en lijkt Pandulf de belangrijkste verantwoordelijkheden als prins te hebben overgenomen. Pandulf voerde oorlog tegen de Noormannen en sneuvelde in de slag bij Montesarchio op 7 februari 1074.